# Sech
Carlos Isaías Morales Williams (Río Abajo, 3 de diciembre de 1993), más conocido por su nombre artístico Sech, es un cantante, compositor y productor discográfico panameño.
Salta a la fama en el año 2018, después del lanzamiento de su primer sencillo debut “Miss Lonely” junto a Justin Quiles y De La Ghetto. La canción le obtuvo un contrato de grabación con Rich Music.

## Biografía
De ascendencia afropanameña, ha comentado que es de origen humilde y empezó a trabajar cuando era menor de edad y «vendía todo lo que fuera legal para hacer dinero». Sus padres son pastores, y ha dicho que su familia es muy apegada al cristianismo.
Comenzó haciendo interpretaciones en vivo con su hermano en un dúo al que llamaron Los Principiantes, con el cual lanzaron algunos demos, pero dicho grupo se disolvió y en los siguientes años, Sech se dedicó a la producción y adoptó el nombre de DJ Sech como nombre de productor.
A sus 19 años, con la ayuda de su amigo Rafita, comenzaron un dúo de productores llamado Combo De Oro, con el que produjeron algunas canciones para cantantes conocidos como Dubosky, pero dicho dúo también terminó por disolverse y Sech optó por ser solista como cantante.
Luego durante los años 2015 a 2018 gozo de una gran popularidad a nivel local en Panamá, Con plenas como: X4dias, Ella es(Ft. Akim), Carpe Diem (Ft. Yemil, El Tiex), Cinco, En Linea, Con Bochinche, Un shatta no llora (Ft.Yemil, Dubosky) entre otros temas y colaboraciones a nivel local.
En 2019, Sech tuvo un golpe de popularidad gracias al Tema "Miss Loney" y de ahí en adelante su carrera fue en ascenso y ha logrado establecerse como uno de los mejores artistas urbanos en la actualidad.

## Carrera musical

### 2014-2019: inicios musicales
Debutó en 2014 con la canción «Yo sin ti» y se mantuvo lanzando canciones como «La terca», «No me olvides» y «Toco mentir» en 2015, y «El error», «X 4 dias», «El kabreo de tu pollo» en 2016. En 2017, logró posicionarse en Colombia y Centroamérica con la canción «Miss Lonely», la cual llegó a ser escuchada por el productor Dimelo Flow con el que más tarde firmaría un contrato con su disquera Rich Music.
Lanzó su primer mixtape en 2017 titulado The Sensation Mixtape, el cual alcanzó la posición #84 de Apple Music Panamá.
Presentó su primer EP The Sensation en 2018 y en 2019, lanzó su segundo mixtape titulado Sueños, el cual contó con la canción «Otro trago», junto a Darell, que alcanzó el puesto #3 de Top Latin Albums de Billboard.

### 2020-presente: consolidación musical
En 2020 colabora por primera vez con Daddy Yankee en la canción «Definitivamente», también colabora con Bad Bunny en el tema «Ignorantes», de su disco YHLQMDLG y a su vez participa en la canción «Ganas de ti» junto a Wisin & Yandel.
Publicó su segundo EP titulado A Side, el cual contó con 4 canciones y lanzó su segundo álbum de estudio titulado 1 Of 1, el cual contó con la canción «Relación».
En 2021, lanzó su tercer álbum titulado 42, el cual contó con el sencillo «911» que logró más de casi 200 millones de reproducciones en Spotify en 4 meses.

## Discografía
Álbumes de estudio
- 2016: X4 Días
- 2020: 1 of 1
- 2021: 42
- 2023: El Bloke
- 2024: Tranki, Todo Pasa

Mixtapes
- 2017: The Sensation Mixtape
- 2019: Sueños

EP
- 2018: The Sensation
- 2018: Unplugged Acústico
- 2020: A Side
- 2022: Ya Casi Vienen

EP en colaboración
- 2019: The Academy
- 2024: The Academy: Segunda Misión

## Premios y nominaciones
| Award                        | Year | Recipient(s) and nominee(s)                                             | Category                              | Result   | Ref.          |
| ---------------------------- | ---- | ----------------------------------------------------------------------- | ------------------------------------- | -------- | ------------- |
| Billboard Music Awards       | 2020 | Sueños                                                                  | Top Latin Album                       | Nominado | [ 18 ]        |
| Billboard Music Awards       | 2020 | "Otro Trago (Remix)" (with Darell, Nicky Jam, Ozuna, Anuel AA)          | Top Latin Song                        | Nominado | [ 18 ]        |
| Billboard Latin Music Awards | 2020 | Himself                                                                 | Nuevo artista del año                 | Ganador  | [ 19 ]        |
| Billboard Latin Music Awards | 2020 | "Otro Trago (Remix)" (with Darell, Nicky Jam, Ozuna, Anuel AA)          | Hot Latin canción del año             | Nominado | [ 20 ]        |
| Billboard Latin Music Awards | 2020 | "Otro Trago (Remix)" (with Darell, Nicky Jam, Ozuna, Anuel AA)          | Vocal Event Hot Latin canción del año | Nominado | [ 20 ]        |
| Billboard Latin Music Awards | 2020 | "Otro Trago (Remix)" (with Darell, Nicky Jam, Ozuna, Anuel AA)          | Streaming canción del año             | Nominado | [ 20 ]        |
| Billboard Latin Music Awards | 2020 | "Otro Trago (Remix)" (with Darell, Nicky Jam, Ozuna, Anuel AA)          | Latin Rhythm canción del año          | Nominado | [ 20 ]        |
| Billboard Latin Music Awards | 2020 | Sueños                                                                  | Top Latin album del año               | Nominado | [ 20 ]        |
| Billboard Latin Music Awards | 2020 | Sueños                                                                  | Latin Rhythm album del año            | Nominado | [ 20 ]        |
| Latin American Music Awards  | 2019 | Himself                                                                 | Nuevo artista del año                 | Nominado | [ 21 ]        |
| Latin American Music Awards  | 2021 | Himself                                                                 | Artista del año                       | Nominado | [ 22 ]        |
| Latin American Music Awards  | 2023 | "Borracho" (with DJ Khaled)                                             | Colaboración crossover del año        | Nominado | [ 23 ]        |
| Latin Grammy Awards          | 2019 | "Otro Trago" (with Darell)                                              | Mejor fusion/performance urbano       | Nominado | [ 24 ] [ 25 ] |
| Latin Grammy Awards          | 2019 | "Otro Trago" (with Darell)                                              | Mejor canción urbano                  | Nominado | [ 24 ] [ 25 ] |
| Latin Grammy Awards          | 2019 | Sueños                                                                  | Mejor álbum de la música urbana       | Nominado | [ 24 ] [ 25 ] |
| Latin Grammy Awards          | 2020 | "Si Te Vas" (with Ozuna)                                                | Mejor performance reggaetón           | Nominado | [ 26 ]        |
| Latin Grammy Awards          | 2020 | 1 of 1                                                                  | Mejor álbum de la música urbana       | Nominado | [ 26 ]        |
| Latin Grammy Awards          | 2021 | "A Fuego" (as songwritter)                                              | Mejor canción urbano                  | Nominado | [ 27 ]        |
| Latin Grammy Awards          | 2022 | Dharma (as songwritter)                                                 | Álbum del año                         | Nominado | [ 28 ]        |
| MTV Millenial Awards         | 2021 | "Relación (Remix)" (with Daddy Yankee, J Balvin, Rosalía, & Farruko)    | Hit del año                           | Nominado | [ 29 ]        |
| Premios Juventud             | 2019 | Himself                                                                 | The New Urban Generation              | Nominado | [ 30 ]        |
| Premios Juventud             | 2020 | Himself                                                                 | #Stay Home Concert                    | Ganador  | [ 31 ]        |
| Premios Juventud             | 2021 | "Relación (Remix)" (with Daddy Yankee, J Balvin, Rosalía, & Farruko)    | Track viral del año                   | Nominado | [ 32 ]        |
| Premios Juventud             | 2021 | "Relación (Remix)" (with Daddy Yankee, J Balvin, Rosalía, & Farruko)    | La Mezcla Perfecta                    | Ganador  | [ 32 ]        |
| Premios Juventud             | 2021 | "Porfa (Remix)" (with Feid, J Balvin, Maluma, Nicky Jam &Justin Quiles) | La Mezcla Perfecta                    | Nominado | [ 32 ]        |
| Premios Juventud             | 2022 | Himself                                                                 | Artista masculino – On the Rise       | Nominado | [ 33 ]        |
| Premios Juventud             | 2022 | "Una Nota" (with J Balvin)                                              | La Mezcla Perfecta                    | Nominado | [ 33 ]        |
| Premios Juventud             | 2023 | "Noche de Teteo"                                                        | Mejor track urbano                    | Nominado | [ 34 ]        |
| Premios Lo Nuestro           | 2020 | Himself                                                                 | Nuevo artista – masculino             | Nominado | [ 35 ]        |
| Premios Lo Nuestro           | 2020 | "Otro Trago (Remix)" (with Darell, Nicky Jam, Ozuna, Anuel AA)          | Remix del año                         | Nominado | [ 35 ]        |
| Premios Lo Nuestro           | 2021 | Himself                                                                 | Artista masculino urbano del año      | Nominado | [ 36 ]        |
| Premios Lo Nuestro           | 2021 | "Qué Lástima" (with ChocQuibTown)                                       | Video del año                         | Nominado | [ 36 ]        |
| Premios Lo Nuestro           | 2021 | "Relación (Remix)" (with Daddy Yankee, J Balvin, Rosalía, & Farruko)    | Remix del año                         | Nominado | [ 36 ]        |
| Premios Lo Nuestro           | 2021 | "Porfa (Remix)" (with Feid, J Balvin, Maluma, Nicky Jam &Justin Quiles) | Remix del año                         | Nominado | [ 36 ]        |
| Premios Lo Nuestro           | 2021 | "Sigues Con Él" (with Arcángel)                                         | Canción urbano del año                | Nominado | [ 36 ]        |
| Premios Lo Nuestro           | 2021 | "Sigues Con Él" (with Arcángel)                                         | Colaboración urbano del año           | Nominado | [ 36 ]        |
| Premios Lo Nuestro           | 2021 | 1 of 1                                                                  | Álbum urbano del año                  | Nominado | [ 36 ]        |
| Premios Lo Nuestro           | 2022 | "911 (Remix)" (with Jhayco)                                             | Remix del año                         | Nominado | [ 37 ]        |
| Premios Lo Nuestro           | 2022 | "La Toxica (Remix)" (with Farruko, Myke Towers, Jay Wheeler & Tempo)    | Remix del año                         | Nominado | [ 37 ]        |
| Premios Lo Nuestro           | 2023 | "Una Nota" (with J Balvin)                                              | Cacnión del año                       | Nominado | [ 38 ]        |
| Premios Lo Nuestro           | 2023 | "Una Nota" (with J Balvin)                                              | Colaboración urbano del año           | Nominado | [ 38 ]        |
| Premios Lo Nuestro           | 2023 | "Sal y Perrea (Remix)" (with Daddy Yankee & J Balvin)                   | Remix del año                         | Ganador  | [ 38 ]        |
| Premios Lo Nuestro           | 2024 | "5 Estrellas" (with Reik)                                               | Canción urban/pop del año             | Nominado | [ 39 ]        |
| Premios Tu Música Urbano     | 2020 | Himself                                                                 | Top Revelación - Masculino            | Nominado | [ 40 ]        |
| Premios Tu Música Urbano     | 2020 | "Otro Trago" (with Darell)                                              | Canción del año                       | Nominado | [ 40 ]        |
| Premios Tu Música Urbano     | 2020 | "Otro Trago" (with Darell)                                              | Canción del año - new generation      | Ganador  | [ 40 ]        |
| Premios Tu Música Urbano     | 2020 | "Quizás" (with Dalex, Lenny Tavarez, Justin Quiles, Wisin, Feid & Zion) | Canción del año - duo o grupo         | Nominado | [ 40 ]        |
| Premios Tu Música Urbano     | 2020 | "Otro Trago (Remix)" (with Darell, Nicky Jam, Ozuna, Anuel AA)          | Remix del año                         | Nominado | [ 40 ]        |
| Premios Tu Música Urbano     | 2020 | "Si Se Da (Remix)" (with Myke Towers, Farruko, Arcángel & Zion)         | Remix del año - new generation        | Nominado | [ 40 ]        |
| Premios Tu Música Urbano     | 2020 | "Atrévete" (with Nicky Jam)                                             | Colaboración del año                  | Nominado | [ 40 ]        |
| Premios Tu Música Urbano     | 2020 | "Si Te Vas" (with Ozuna)                                                | Colaboración del año - new generation | Ganador  | [ 40 ]        |
| Premios Tu Música Urbano     | 2020 | Sueños                                                                  | Album del año - new generation        | Nominado | [ 40 ]        |
| Premios Tu Música Urbano     | 2020 | The Academy                                                             | Album del año - new generation        | Nominado | [ 40 ]        |
| Premios Tu Música Urbano     | 2022 | Himself                                                                 | Top Artista - Masculino               | Nominado | [ 41 ]        |
| Premios Tu Música Urbano     | 2022 | "Volando (Remix)" (with Bad Bunny & Mora)                               | Remix del año                         | Nominado | [ 41 ]        |
| Premios Tu Música Urbano     | 2022 | "Sal y Perrea (Remix)" (with Daddy Yankee & J Balvin)                   | Remix del año                         | Nominado | [ 41 ]        |
| Premios Tu Música Urbano     | 2022 | "911 (Remix)" (with Jhayco)                                             | Remix del año                         | Nominado | [ 41 ]        |
| Premios Tu Música Urbano     | 2022 | "Una Nota" (with J Balvin)                                              | Colaboración del año                  | Nominado | [ 41 ]        |
| Premios Tu Música Urbano     | 2022 | 42                                                                      | Album del año - Masculino             | Nominado | [ 41 ]        |
| Premios Tu Música Urbano     | 2023 | "En La De Ella" (with Jhayco & Feid)                                    | Colaboración del año                  | Nominado | [ 42 ]        |
| Premios Tu Música Urbano     | 2023 | "Desde Mis Ojos (Remix)” (with Chris Lebrón & Jay Wheeler)              | Remix del año                         | Nominado | [ 42 ]        |